# Iriwang
Iriwang (nep. इरिवाङ) – gaun wikas samiti w zachodniej części Nepalu w strefie Rapti w dystrykcie Rolpa. Według nepalskiego spisu powszechnego z 2011 roku liczył on 1003 gospodarstwa domowe i 5279 mieszkańców (2852 kobiety i 2427 mężczyzn).